# Nationale weg 424 (Japan)
Autoweg 424 (国道424号, Kokudō yonhyakunijūyon-gō) is een Japanse nationale autoweg die de steden Tanabe en Kinokawa in de prefectuur Wakayama met elkaar verbindt. De autoweg werd in gebruik genomen in 1982.

## Overzicht
- Lengte: 120,6 km
- Beginpunt: Tanabe
- Eindpunt: Kinokawa (Autoweg 424 eindigt aan het knooppunt met Autoweg 24)

## Gemeenten die de autoweg passeert
- Prefectuur Wakayama
  - Tanabe - Minabe (district Hidaka) - Tanabe - Hidakagawa (district Hidaka) - Aridagawa (district Arida) - Kainan - Kinokawa

## Aansluitingen
- Autoweg 42: in Tanabe en in Minabe
- Hanwa-autosnelweg: in Minabe (afrit 33 Minabe)
- Autoweg 425: in Ryūjin
- Autoweg 480: in Aridagawa
- Autoweg 370: in Kainan
- Autoweg 24: in Kinokawa